# Upor Esquilache
Upor Esquilache (špansko Motín de Esquilache) je bila ljudska vstaja naperjena proti markizu Esquilacheju in njegovim reformam, ki je izbruhnila v Madridu, marca 1766, v času vladavine kralja Karla III Španskega.
Upor Esquilache je bil eden večjih uporov v Španiji (nekateri zgodovinarji navajajo, da je v njem sodelovalo več kot 5 000 ljudi), ki je močno pretresel španski dvor in kralja Karla III. Čeprav ga je zanetil odlok kraljevega ministra markiza Esquilacheja o prepovedi nošenja dolgega ogrinjala in klobuka s širokimi krajci (špansko chambergo), tradicionalnih oblačil madridskih moških, so pravi razlogi zanj tičali v višanju cen osnovnih prehrambenih živil, kar je med ljudstvom povzročilo lakoto in vse hujše nezadovoljstvo. Val nasilja se je kasneje razširil tudi na druge dele Španije. Kralj je upornikom obljubil izpolnitev njihovih zahtev (med katerimi so bile izgon markiza Esquilacheja, dovoljenje za nošenje dolgega ogrinjala in klobuka s širokimi krajci ter znižanje cen hrane) in s tem pomiril razjarjene množice. 
Vstaja je zahtevala približno 40 žrtev, od tega polovico vstajnikov in polovico kraljevih vojakov, ter nekaj desetin ranjenih.

## Zgodovinsko ozadje
Karel III Španski (špansko Carlos III de España) je vladal Španiji med letoma 1759 in 1788. Pred tem je bil od leta 1735 vladar Kraljevine Sicilije in Neapeljskega kraljestva. Poleg izkušenj in razsvetljenskih idej je iz Italije s seboj pripeljal tudi nekatere ministre, kot sta Grimaldi in markiz Esquilache, ki so uživali njegovo popolno zaupanje. Vendar pa med španskim ljudstvom predvsem slednji ni bil priljubljen, saj je bil, četudi sposoben, zelo avtoritaren in za lastne potrebe precej razsipen. To, da je bil tujec, ni prav nič pripomoglo k njegovemu ugledu. Sovraštvo do njega je doseglo svoj vrhunec leta 1766 z omenjenim uporom in kralj ga je bil primoran odstaviti. Od tega trenutka dalje so Španiji vladali le še španski ministri, med katerimi velja omeniti grofe Arando, Campomanesa in Floridablanco, ki so bili glavni predstavniki reformističnega gibanja v Španiji.
To se je razvilo kot odraz razsvetljenstva v Španiji, katerega nosilci so bili med drugim kraljevi razsvetljeni ministri.  Ti so v želji po izboljšanju situacije v državi in da bi jo čim bolj približali ostalim, modernejšim državam Evrope, uvedli številne reforme na področju kmetijstva, industrije, trgovine, ekonomije, politike ... Še posebej so se osredotočili na kmetijstvo, v katerem so videli glavni vir bogastva. Kritizirali so stare načine ureditve tega sektorja, v kar je spadalo določevanje cen pridelkov s strani vlade, njeni ukrepi za zagotovitev preskrbe mest, cestnine, itd. Težili so k večji liberalizaciji trgovanja in pretoka kmetijskih izdelkov.
Kljub temu da so bile reforme mišljene dobronamerno in so ministri z njimi želeli izboljšati situacijo v Španiji na vseh podoročjih, te pogosto niso dosegle želenega učinka ali pa so razmere celo poslabšale.

## Razlogi za upor

### Lakota
Po letu 1759 so se v Španiji zvrstile slabe letine, ki so povzročile znaten dvig cen pšenice. Ta se je med letoma 1761 in 1765 celo podvojila. Campomanes se je tedaj odločil odrediti odpravo vladnega določevanja cen in prost pretok žit in vina z željo po čim večji liberalizaciji trgovine, k čemur so stremeli razsvetljeni ministri. Od reforme se je pričakovalo, da bo imela kot posledico znižanje vrtoglavih cen žit in na splošno boljšo preskrbo z živili, saj bi lahko regije s presežkom pridelka le-te lažje dobavljale tistim v pomanjkanju. Vendar pa se je zgodilo ravno nasprotno. Posestniki, ki so si lastili zadostne količine pšenice, so to pospravili v kašče, kar ji je še dodatno zvišalo ceno, njim pa dobiček.
V petih letih se je kruhu, ki je bil osnovno živilo prehrane, podvojila cena, medtem ko so cene plač ostale enake ali so celo padle. Tako je cena sedmih kvartov na libro kruha (pri čemer je bila ena libra približno 460 gramov) od leta 1761 do 1766 narasla na dvanajst kvartov na libro in dosegla vrhunec nekaj dni pred uporom s štirinajstimi kvarti na libro. Dnevni zaslužek je bil odvisen od poklica in položaja posameznika in je znašal med dvema in osmimi reali pri čemer je bila vrednost enega reala enaka vrednosti osmih kvartov. Povprečna vrednost dnevnega prihodka je torej znašala med štiri in pet realov oz. med 34 in 42,5 kvartov, kar je komaj zadostovalo za nakup dveh ali treh liber kruha, ko je bila njegova vrednost na vrhuncu.
Slabe letine in strmo naraščanje cen pridelkov je med ljudmi povzročilo revščino in lakoto. Španci so imeli občutek, da jih je vlada zapustila, saj ji ni uspelo zagotoviti preskrbe z osnovnimi živili po dostopnih cenah. Za nesrečo se je krivilo predvsem italijanske ministre in njihove reforme. Nezadovoljstvo se je kopičilo in manjkala je le še iskra, ki je nato zanetila enega največjih španskih porov osemnajstega stoletja. 

### Markiz Esquilache in njegov odlok
Leopoldo de Gregorio ali markiz Esquilache (špansko marqués de Esquilache) je bil minister kralja Karla III od začetka njegovega vladanja v Španiji (1759) do upora leta 1766, ko ga je bil kralj prisiljen odstaviti. Bil je kraljeva desna roka in je užival njegovo popolno zaupanje. Njuno sodelovanje je segalo še v čase kraljevega vladanja v Italiji (med 1734 in 1759). Prišel je v Španijo skupaj s Karlom III in še nekaterimi drugimi italijanskimi ministri ter predlagal številne reforme za modernizacijo mesta Madrid, katerega umazanost, nezdrav izgled in visoka stopnja kriminala po njegovem mnenju niso bili dopustni za razsvetljeni dvor. Med drugim si je zadal poskrbeti za mestno čistočo in javno osvetljavo, tlakovati ceste, urediti kanalizacijo (do tedaj so se odpadne vode namreč zlivale skozi okno na cesto, kjer so se potem zbirale v potočke in tekle naprej po mestu) in zgraditi parke ter vrtove za prijetnejši vtis mesta. 
Med reformami se je znašla tudi zloglasna prepoved nošenja dolgega ogrinjala in klobuka s širokimi krajci (špansko chambergo), ki sta bila do tedaj zelo razširjeni oblačili med madridskimi moškimi. Namesto tega se je predpisalo kratko ogrinjalo ali frak in trirogi klobuk (imenovan tudi ''trirogeljnik''). S to odredbo je minister Leopoldo de Gregorio želel preprečiti skrivanje orožja in identitete zločincev pod dolgim ogrinjalom in širokim klobukom ter na ta način zmanjšati število kaznivih dejanj in nemirov v mestu (ali vsaj olajšati identifikacijo njihovih povzročiteljev). Markiz je po mestu celo postavil nadzornike, ki so preverjali izpolnjevanje zakona in kogar so zalotili pri kršitvi, so poslali h krojaču, da jim je predolgo ogrinjalo skrajšal.
Odlok je bil razglašen 10. marca 1766 (čeprav to ni bilo prvič, da se je s strani vlade postavila tovrstna zahteva o oblačenju; od leta 1716 se je zvrstilo več podobnih odlokov, ki pa so do tedaj vedno spodleteli pri svojem namenu in se jih ni upoštevalo) in je med množicami izzval veliko nezadovoljstvo, ki se je le še prištelo tistemu zaradi lakote in delovalo kot iskra, ki je sprožila upor čez nekaj dni.

## Potek upora
Izdaja odloka markiza Esquilacheja 10. marca 1766 je med ljudmi povzročila veliko nezadovoljstva, ki se je najprej kazalo v manjših nasilnih izgredih in razširjanju posmehljivih pesmic proti markizu. Ta se še zdaleč ni ustrašil in je odločno ukrepal proti nemirom — poslal je vojake na pomoč mestnim organom, ki so bili zadolženi za izvrševanje zakona in poskrbel, da so bili prestopniki primerno kaznovani. Organi, zadolženi za nadzor, so kazni pogosto pobirali v svojo korist. Vse to je ljudi le še podžigalo v jezi. Olja na ogenj so prilivali tudi nekateri anonimneži, ki so se sprehajali med ljudmi in jih hujskali proti markizu (eden izmed njih je bil stric Paco ali po špansko tío Paco, ki naj bi podkupoval otroke, da so kričali žaljivke proti Esquilacheju). Izbruh večjega upora je bilo le še vprašanje časa.

### Začetek: 23. marec
Bilo je na cvetno nedeljo in na Trg Antona Martina (špansko plazuela de Anton Martín) je prišel zamaskiranec, ovit v dolg plašč in s klobukom s širokimi krajci na glavi. Tako izzivalno oblečen se je približal postaji, kjer so nadzorniki preverjali izpolnjevanje markizovega zakona. Eden izmed njih mu je presenečeno ukazal naj se ustavi. Po kratki izmenjavi očitanj in žaljivk je anonimnež izza plašča potegnil meč in zažvižgal svojim sodelavcem, da mu priskočijo na pomoč. Tem so se nato spontano pridružili še številni drugi mimoidoči in nadzorniki so se bili pred številčnejšo skupino nasprotnikov prisiljeni umakniti in jim pustiti zasedbo tamkajšnje postaje, z vsemi sabljami in puškami, ki so bile v njej. Uporniki so začeli korakati po la calle de Atocha in privabljali trume ljudi. Med hojo so vzklikali: "Naj živi krajl! Naj živi Španija! Smrt Esquilachu!" Ko so prišli do Plaza Mayor, jih je bilo že nekaj tisoč. Na Puerta de Guadaljara so ustavili kočijo grofa Medinacelija, ki je ravno prihajal od srečanja s kraljem. Obljubil je, da se bo vrnil h kralju in mu posredoval njihove pritožbe in zahteve. To je tudi naredil in nato prišel nazaj v spremstvu grofa de Arcos v upanju, da bo lahko njun dober ugled med ljudmi pripomogel k umiritvi strasti. Vendar njuni poskusi niso bili uspešni.
Vstajniki so se tedaj namenili naravnost proti markizovi rezidenci in na poti uničevali mestne svetilke, ki so bile postavljene po njegovem naročilu (v želji po izboljšanju javne razsvetljave) in se jih je zato prijelo ime esquilaches (od leta 1765 se jih je za astronomsko vsoto 900 000 realov po Madridu postavilo okoli 4 000, za njih pa so morali skrbeti okoliški prebivalci na lastne stroške, kar je povečalo cene olja in sveč in povzročilo, da so najrevnejši živeli v temi, medtem ko so bile ulice razsvetljene). Poleg tega so na poti ustavljali ljudi, ki so nosili trirog, in jih prisilili, da so ga razpeli v tradicionalen klobuk s širokimi krajci. Ko so prišli do markizove graščine (ki se je imenovala la casa de las siete chimeneas ali hiša sedmih dimnikov), so jo naskočili in ubili nekega služabnika, ki se je hotel upirati. Vendar pa markiza Esquilacheja in njegove žene ni bilo doma, saj sta oba uspela prej pobegniti. Tako so šli še proti hišam drugih dveh italijanskih ministrov: Grimaldija in Sabatinija. Dan so končali z zažigom markizovega portreta na Plaza Mayor.

### Nadaljevanje: 24. marec
V ponedeljek, 24. marca se je po mestu razvedelo, da se markiz Esquilache skriva v kraljevi palači. Besna množica se je zbrala pred njenimi vrati na Arco de la Armería in kričala žaljivke. Medtem ko španska straža ni ukrenila nič proti vstajnikom, se je valonska (sestavljena iz tujcev in ne preveč cenjena med madridčani) potrudila ostati na svojih položajih in braniti palačo, kar je na koncu pripeljalo celo do streljanja in ubojev na obeh straneh. Vstajniki so uspeli prijeti deset valonskih stražarjev, katerih iznakažena trupla so kasneje vlekli po mestu in zažigali. 
V tistem se je vstajnikom v želji, da bi jih pomiril, približal nek frančiškanski brat (Padre Yecla ali Padre Cuenca), ki je na koncu igral vlogo posrednika med razjarjeno množico in kraljevskim dvorom. Uporniki so mu dali listo z zahtevami (spisano kar tam, na licu mesta), ki jo je Yecla nato odnesel kralju. Zahteve so bile naslednje:
1. Naj se izžene iz Španije markiza Esquilacheja in njegovo družino.
2. Naj bodo vsi kraljevi ministri španske narodnosti.
3. Naj se odpravi valonsko stražo.
4. Naj se znižajo cene živil.
5. Naj se odpravi Juntas de Abastos (odbori za preskrbo).
6. Naj se vse vojaške čete umaknejo v svoje baze.
7. Naj se dovoli uporabo dolgega ogrinjala in klobuka s širokimi krajci.
8. Naj Njegovo Visočanstvo blagovoli stopiti ven iz palače in vpričo vseh potrditi in obljubiti izpolnitev danih zahtev.

Lista je vključevala tudi grožnje, npr.: Če se zahteve ne izpolnijo, bo trideset tisoč moških v dveh urah poskrbelo, da bo nova palača (el nuevo Palacio) zravnana s tlemi in da bo cel Madrid gorel v plamenih.
Potem ko je kralj listo prebral, se je posvetoval s svojimi ministri in sodelavci. Ti so bili deljenih mnenj glede tega, kako naj ukrepa. Nekateri so mu svetovali, naj upornike odločno zatre in kaznuje, drugi, naj ugodi njihovim prošnjam. Kralj se je odločil upoštevati slednje in tako stopil na balkon palače ter madridčanom obljubil izpolnitev zahtev. Množice so se zadovoljne z izidom razšle in vse je kazalo, da se je v mesto povrnil mir.

### Konec: 25. marec in dnevi, ki so sledili
Torek, 25. marca se je začel dokaj mirno; dokler se ni po Madridu razširila vest, da je Karel III, ki so ga bili dogodki preteklih dni močno prestrašili, pobegnil v palačo v Aranjuezu, skupaj s svojo družino. Ljudi je to dejanje zelo vznemirilo, saj so ga razumeli kot znak, da je šel kralj zbrat vojsko in ima z njo namen napasti meščane. Nemir na ulicah je narastel in bil celo hujši kot prejšnje dni. Vrstile so se kraje, zasege skladišč s hrano, obleganje zaporov in vojašnic.
Uporniki so ujeli Diega de Rojas, škofa Cartagene in predsednika kastiljskega sveta (Consejo de Castilla), in ga prisilili, da je napisal pismo kralju, kjer je opisal situacijo v mestu. Pismo so nato s kočijo poslali kralju v Aranjuez, ki se je tako zavedel posledic svojega pobega. V Madrid je nato poslal odgovor, kjer je pojasnil svojo odsotnost in obljubil, da bo izpolnil želje meščanov, s poudarkom na znižanju cen vseh živil za štiri kvarte (tako je kruh padel na ceno osem kvartov na libro). Vendar pa je odklonil vrnitev v mesto, dokler se nemiri ne poležejo. Ljudje so bili s tem zadovoljni in so se vrnili v svoje domove hvaleč kraljevo slavo. 

## Posledice upora
- Širitev izgredov po Španiji: Upori so se razširili tudi na druga španska mesta, kot na primer Cuenca, Zaragoza, Barcelona, Sevilla, Cádiz, Cartagena, Elche, La Coruña, Oviedo, Santander ... Vstaje so bile sicer povsod različne, vendar je bilo več ali manj vsem skupno to, da so imele za cilj zaščito potrošnika, predvsem pri kupovanju hrane. Med uporniki posameznih mest ni bilo nobenih sodelovanj, niti se niso upori izkoristili za politične namene.
- Politične spremembe: Čeprav nerad je moral kralj izgnati markiza Esquilacheja in njegovo družino. Mesto enega pomembnjših kraljevih sodelavceh in obrazov nove vlade je zavzel grof Aranda (špansko conde de Aranda), generalni kapitan Valencije, katerega politični pristaši so se imenovali partido aragonés (aragonska stranka), saj naj bi bil grof iz Aragonije. Ti so izpodrinili prej vladajoče italijanske ministre in plemiče imenovane ''golillas'' ("ovratničarji"). Pomembni mesti v vladi sta zasedla tudi grofa Campomanes in Floridablanca, ki sta kasneje povzročila padec Arande.
- Izgon jezuitov: Po uporu se je na pobudo grofov Arande in Campomanesa opravila raziskava o krivcih zanj. Med drugim se je obdolžilo jezuite, ki so bili potem leta 1767 izganani iz španskega kraljestva.
- Ponovna vzpostavitev starega sistema za preskrbo mest: Liberalizacijske reforme trgovine (posebej preskrbe s hrano) so sovpadle z obdobji revščine in lakote, kar je povzročilo njihovo zavračanje med ljudmi. Tako so se španci raje vrnili k staremu sistemu državnega nadzora preskrbe mest, kjer so sodelovale tradicionalne institucije kot na primer Consejo de Castilla ali Sala de Alcaldes de Casa y Corte.
- Nova moda: Med visokimi sloji je kmalu po uporu postalo popularno nošenje prej tako preziranega kratkega ogrinjala in trirogega klobuka. Ni minilo dolgo da se je nova moda razširila med vsemi španci.